# José Manuel Puig Casauranc
José Manuel Puig Casauranc (Ciudad del Carmen, 31 januari 1888 - Havana, 9 mei 1939) was een Mexicaans politicus, diplomaat en medicus.
Hij werd geboren in de deelstaat Campeche in een familie van Catalaanse afkomst. Puig Casauranc studeerde af als medicus en werd in 1911 in het Congres van de Unie gekozen. Na de staatsgrep van Victoriano Huerta weigerde hij deze te erkennen, waarvoor hij gevangen werd gezet. Hij wist naar de Verenigde Staten te vluchten en keerde terug na de Mexicaanse Revolutie. In 1922 werd hij opnieuw tot gedeputeerde gekozen.
In 1924 steunde hij de presidentscampagne van Plutarco Elías Calles die hem tot minister van onderwijs, en later tot minister van industrie benoemde. In 1929 werd hij het door de president aangewezen hoofd van het Federaal District. Van 1930 tot 1932 was hij minister van onderwijs. Met de nieuwe president Lázaro Cárdenas (1934-1940) kon hij het niet goed vinden, waardoor hij werd benoemd tot ambassadeur in de Verenigde Staten en later in Argentinië en Brazilië. Na terugkomst in Mexico trok hij zich terug uit de politiek en richtte hij zich op de beoefening van de geneeskunde.
- Bibliothèque nationale de France: cb127055901 (data)
- Catàleg d'autoritats de noms i títols de Catalunya: 981058520925906706
- Gemeinsame Normdatei: 1047977281
- International Standard Name Identifier: 0000 0000 8094 1740
- Library of Congress Control Number: n86023766
- Nederlandse Thesaurus van Auteursnamen: 073875589
- Système universitaire de documentation: 068758634
- Virtual International Authority File: 14895491
- WorldCat: E39PBJd3M9Mdb6WPwvKwTxYQMP